# Chaetocanthus arenarius
Chaetocanthus arenarius es una especie de coleóptero de la familia Ochodaeidae.

## Distribución geográfica
Habita en Botsuana.